# Олтон (Іллінойс)
Олтон (англ. Alton) — місто (англ. city) в США, в окрузі Медісон штату Іллінойс. Населення — 25 676 осіб (2020).

## Географія
Олтон розташований за координатами 38°54′8″ пн. ш. 90°9′15″ зх. д. / 38.90222° пн. ш. 90.15417° зх. д. (38.902125, -90.154083).  За даними Бюро перепису населення США в 2010 році місто мало площу 43,35 км², з яких 40,07 км² — суходіл та 3,28 км² — водойми.

## Демографія
Згідно з переписом 2010 року, у місті мешкало 27 865 осіб у 11 734 домогосподарствах у складі 6854 родин. Густота населення становила 643 особи/км².  Було 13266 помешкань (306/км²).
Расовий склад населення:
| - 68,5 % — білих - 26,6 % — чорних або афроамериканців - 0,5 % — азіатів - 0,2 % — корінних американців |

До двох чи більше рас належало 3,7 %. Частка іспаномовних становила 1,9 % від усіх жителів.
За віковим діапазоном населення розподілялося таким чином: 24,1 % — особи молодші 18 років, 62,0 % — особи у віці 18—64 років, 13,9 % — особи у віці 65 років та старші. Медіана віку мешканця становила 36,0 року. На 100 осіб жіночої статі у місті припадало 91,6 чоловіків;  на 100 жінок у віці від 18 років та старших — 87,1 чоловіків також старших 18 років.
Середній дохід на одне домашнє господарство  становив 46 721 долар США (медіана — 36 250), а середній дохід на одну сім'ю — 55 393 долари (медіана — 44 744). Медіана доходів становила 45 071 долар для чоловіків та 33 667 доларів для жінок. За межею бідності перебувало 24,4 % осіб, у тому числі 33,1 % дітей у віці до 18 років та 12,8 % осіб у віці 65 років та старших.
Цивільне працевлаштоване населення становило 10 995 осіб. Основні галузі зайнятості: освіта, охорона здоров'я та соціальна допомога — 28,8 %, роздрібна торгівля — 15,2 %, виробництво — 11,4 %, мистецтво, розваги та відпочинок — 9,0 %.